# Maraton (musikalbum av Alina Devecerski)
Maraton är debutalbumet av den svenska electropop-sångerskan Alina Devecerski, utgivet den 19 november 2012 på EMI. Albumet innehåller bland annat Devecerskis genombrottssingel "Flytta på dej", som toppade listorna i Sverige, Norge och Danmark. Låtarna skrev Devercerski ihop med producenten Christoffer Wikberg samt med Joakim Berg från Kent på de två sista spåren, "Ärligt talat" och "Krigar precis som du".

## Bakgrund
Albumtiteln syftar på den långa vägen som lett Devecerski fram till sitt debutalbum. I en intervju med PSL kommenterade hon, "Jag tänker att det här albumet och själva titeln, Maraton, är hela vägen fram till att göra det här albumet. Alla olika faser jag gått igenom och det har ju varit tufft. Så det hörs säkert.".

## Mottagande

### Kritisk respons
Maraton fick ett varmt mottagande av den svenska pressen med komplimanger över Devercerskis raka kaxighet. Markus Larsson på Aftonbladet belönade albumet med 4 plus och beskrev musiken som "glimrande och knallhård elektronisk pop som skallar lyssnaren som en huligan", och om singeln "Flytta på dej" kommenterade han "Alla som letar efter den svenska popmusikens centrum 2012 hamnar mitt bland de pulserande syntharna i Devecerskis genombrottslåt". Anders Nunstedt på Expressen gav även han albumet 4 av 5 getingar med motiveringen "Maraton kan få alla andra album du hört i år att framstå som kraftlösa sterotyper," samt "Alina Devecerski skriver underhållande texter. Med ett direkt tilltal som möjligen bottnar i hiphop men låter punk. Hon fyller låtarna med attityd och kraft, med sorg, glädje och ilska. Utan att framstå som tillgjort effektsökande."
Mattias Dahlström på Dagens Nyheter gav albumet 3 av 5 och menade att "Greppet ger ett homogent och väl sammanhållet album, en röd tråd av kaxig energi". Peter Lindholm på Metro kommenterade "Det är pop som det inte går att värja sig emot".

### Kommersiell prestation
Albumet låg på Sverigetopplistan i två veckor totalt. Den gick in på plats 47 den 23 november 2012 och noterades på plats 36 veckan därefter.

## Låtlista
| Nr           | Titel                    | Kompositör                            | Längd |
| ------------ | ------------------------ | ------------------------------------- | ----- |
| 1.           | Intro                    | Alina Devecerski, Christoffer Wikberg | 1:39  |
| 2.           | Maraton                  | Devecerski, Wikberg                   | 2:27  |
| 3.           | Vem tog dig hem          | Devecerski, Wikberg                   | 3:34  |
| 4.           | Flytta på dej            | Devecerski, Wikberg                   | 3:27  |
| 5.           | De e dark nu             | Devecerski, Wikberg, Yvonne Kossek    | 3:41  |
| 6.           | Facka ur                 | Devecerski, Wikberg                   | 3:59  |
| 7.           | Ikväll skiter jag i allt | Devecerski, Wikberg                   | 2:59  |
| 8.           | Jag svär                 | Devecerski, Wikberg                   | 2:53  |
| 9.           | Ärligt talat             | Devecerski, Wikberg, Jocke Berg       | 3:03  |
| 10.          | Krigar precis som du     | Devecerski, Wikberg, Berg             | 3:07  |
| Total längd: | Total längd:             | Total längd:                          | 30:49 |

## Medverkande
- Niklas Berglöf – mixning (2, 5, 6, 7, 9, 10), producent (5, 9, 10)
- Joakim Budde – bakgrundssång (7)
- Joy Deb – mixning (3, 8)
- Björn Engelmann – mastering (alla spår)
- Mattias Glavå – mixning (1, 4)
- Miika Hakomäki – trummor (8)
- Anders Pettersson – pedal steel guitar (3)
- Martin Sköld – bas (9)
- Christoffer Wikberg – gitarr (3, 6), programmering (2-10), producent (alla spår)
- Liliana Zavala – slagverk (5)

Information från Discogs

## Listplaceringar
| Lista (2012)        | Högsta placering |
| ------------------- | ---------------- |
| Svenska albumlistan | 36               |